# 飛鳥 (地名)

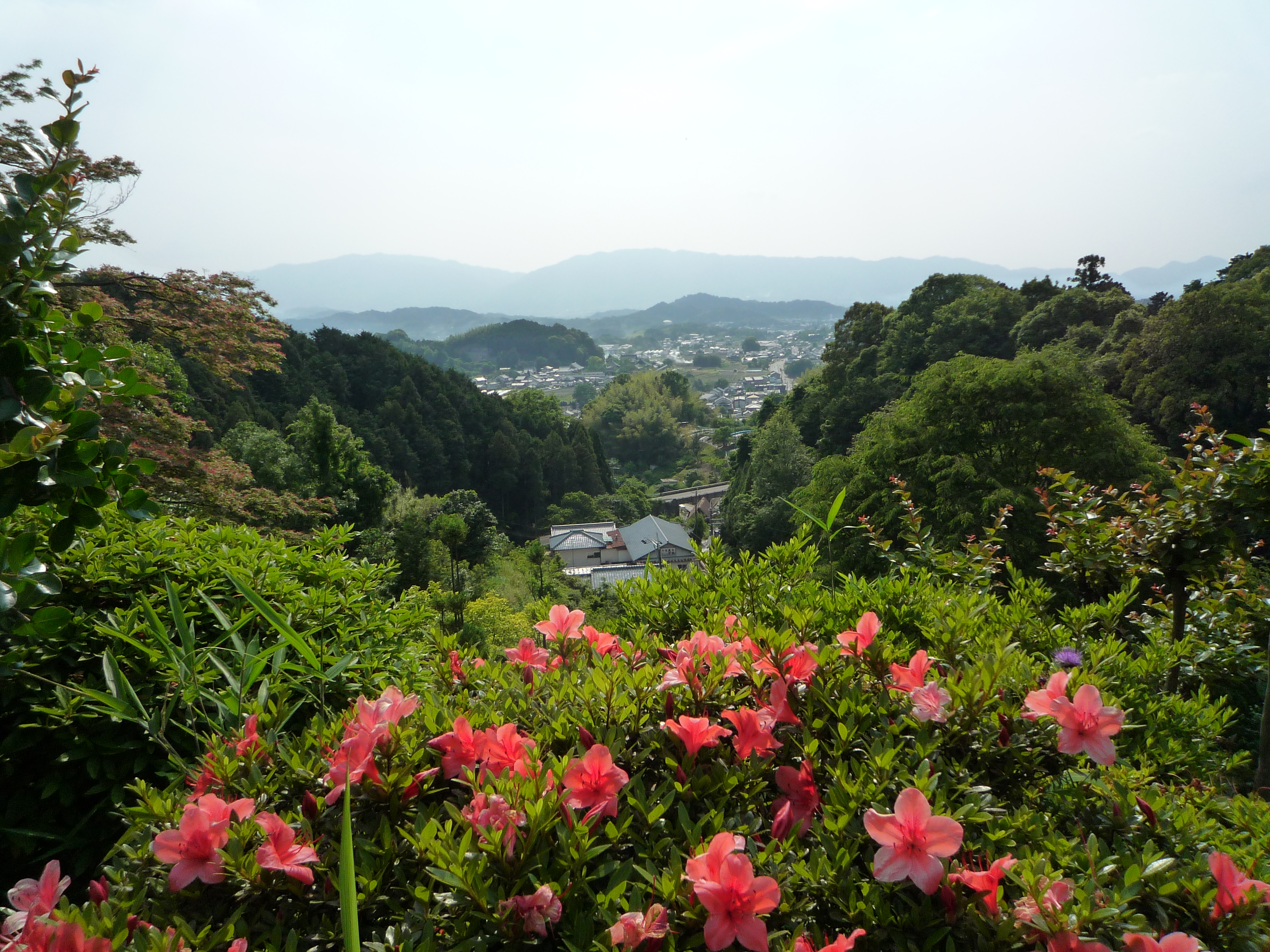
由岡寺望飛鳥全景

飛鳥（あすか）是指現在的奈良縣高市郡明日香村大字飛鳥一帶的名。
由於在大阪府羽曳野市及太子町一帶也有名為「飛鳥」的地方，為了區別兩個飛鳥，一般會將河內國（大阪府）的飛鳥稱作「近飛鳥」或「河內飛鳥」，大和國（奈良縣）的飛鳥稱作「遠飛鳥」或「大和飛鳥」。遠近以當時的首都難波宮（大阪市中央區）的視點區分。
現在若單稱「飛鳥」，一般指奈良縣的飛鳥（大和飛鳥），而非大阪的「河內飛鳥」。

## 概要
「飛鳥」的地名源自古代，由來有諸說。天武朝，有飛鳥淨御原宮。1956年，因合併成為明日香村的大字為止，也有稱作「飛鳥村」的地方自治體。

## 範圍
飛鳥時代當時稱作「飛鳥」的地域，大概是以飛鳥盆地為中心的飛鳥川東側一帶的狹小地區。今日則包含飛鳥川上流（橘寺一帶）、下流（小墾田宮・藤原京一帶）至高取川流域的地域。

## 飛鳥京
飛鳥一帶有許多天皇（大王）的宮殿，崇峻5年（592年），推古天皇在豐浦宮即位以來，至持統天皇8年（694年）遷都藤原京為止的約100年間稱作飛鳥時代。
6世紀中，佛教傳到飛鳥周邊，文化發達。7世紀，飛鳥成為古代日本的政治和文化的中心，因都市機能整備呈現宮都的樣相，所以被稱作「倭京」或「飛鳥京」。

## 飛鳥的天皇（大王）宮殿一覽
- 豐浦宮（推古天皇）
- 小墾田宮（推古天皇）
- 岡本宮（飛鳥岡本宮）（舒明天皇）
- 板蓋宮（皇極天皇）
- 川原宮（齊明天皇）
- 岡本宮（後飛鳥岡本宮）（齊明天皇）
- 飛鳥淨御原宮（天武天皇・持統天皇）

## 脚注
1. ↑  北村優季『平城京成立史論』吉川弘文館、2013年、ISBN 978-4-642-04610-7 pp.18-20